# Salix geyeriana
Salix geyeriana är en videväxtart som beskrevs av Anderss.. Salix geyeriana ingår i släktet viden, och familjen videväxter. Inga underarter finns listade i Catalogue of Life.

## Bildgalleri

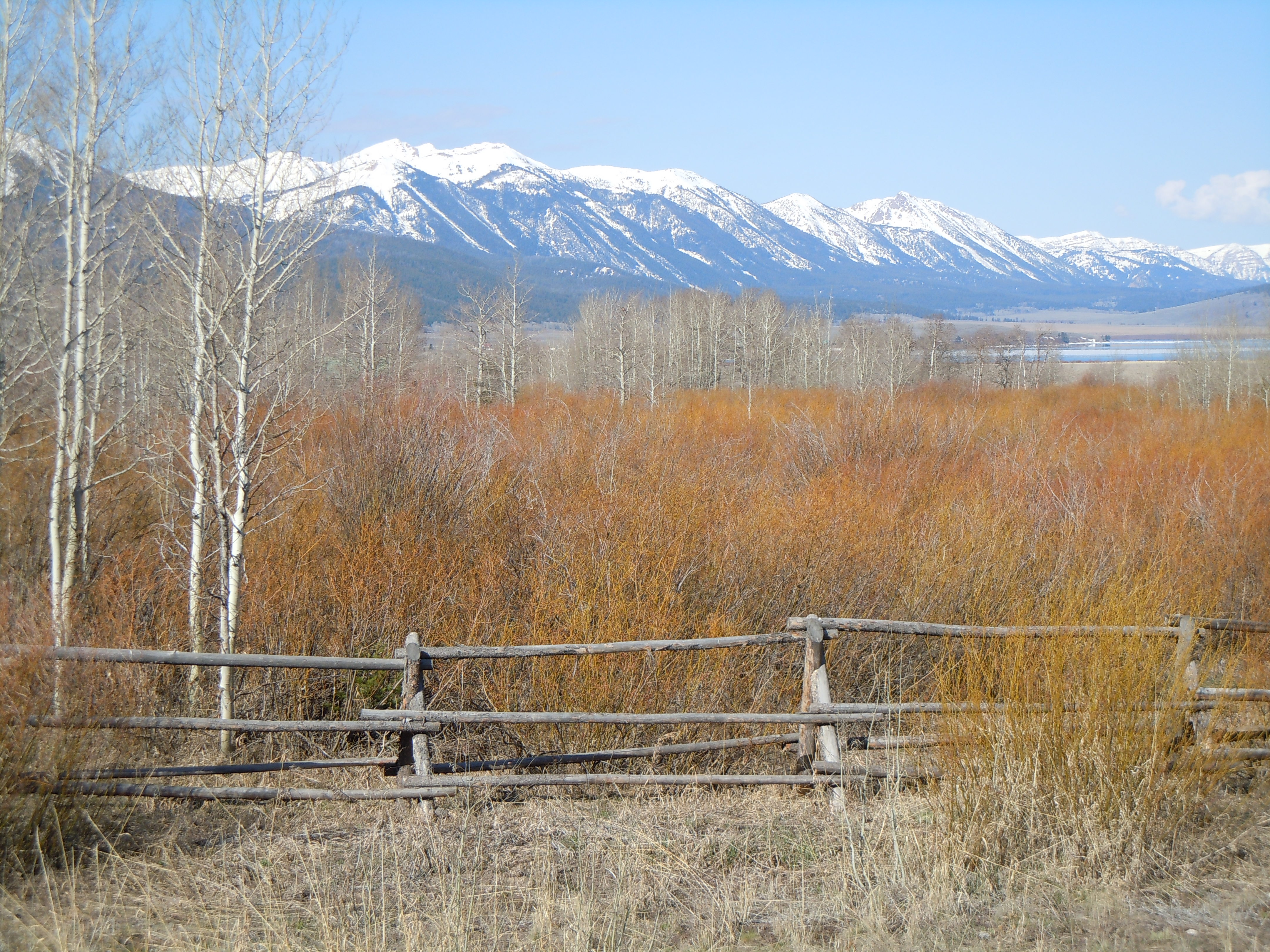
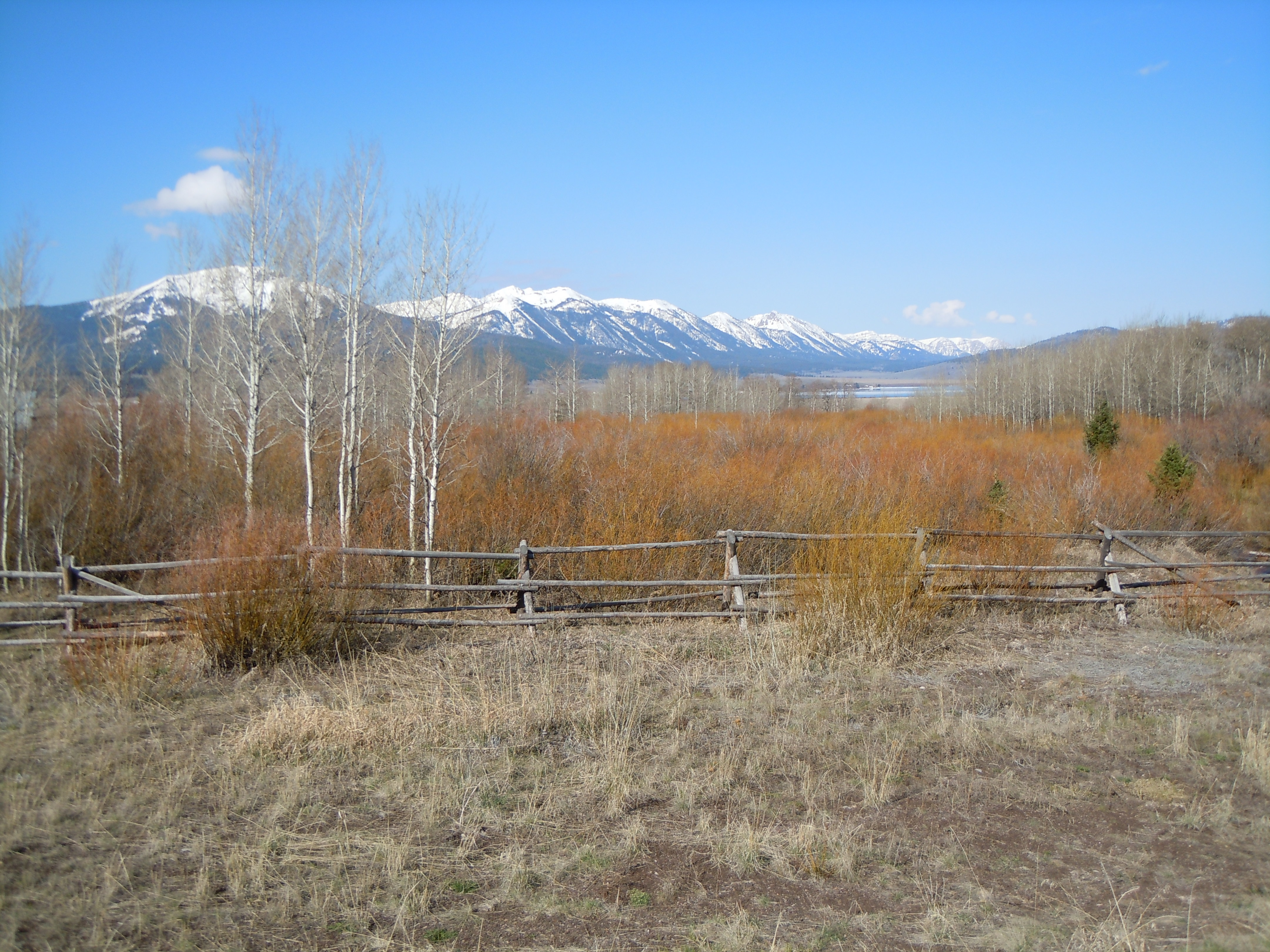
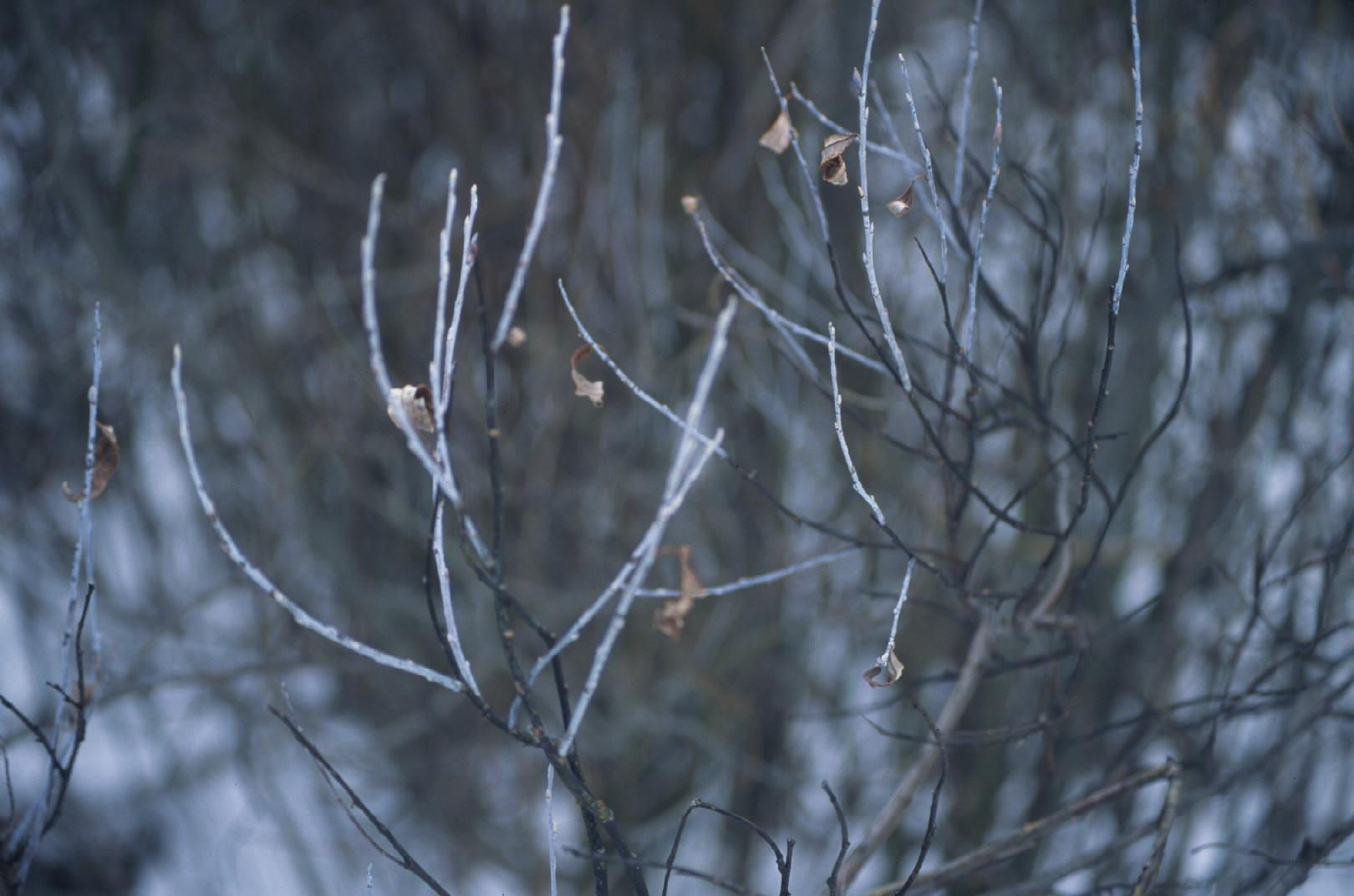